# Girtab
Girtab (κ Sco / κ Scorpii / HD 160578) es la sexta estrella más brillante de la constelación de Scorpius, el escorpión, con magnitud aparente +2.39. El nombre de Girtab proviene de la astronomía sumeria y designaba un asterismo formado por ι Scorpii, λ Scorpii, ν Scorpii y Kappa Scorpii. Actualmente el nombre de Girtab también se utiliza para la estrella θ Scorpii, igualmente conocida como Sargas.
Situada a unos 460 años luz del sistema solar, Girtab es una estrella gigante de tipo espectral B1.5III. Es una binaria espectroscópica, con un período orbital de 195.65 días y una luminosidad conjunta 15 300 veces mayor que la del Sol. La separación entre las dos estrellas es de 1.7 au, algo más de la distancia que separa a Marte del Sol.
La estrella principal, Girtab A, tiene una temperatura de 23 400 K y una masa estimada 10.5 veces mayor que la masa solar. Es una variable pulsante del tipo Beta Cephei cuyo brillo apenas varía 0.01 magnitudes con un período principal de 0.1998 días y otros períodos secundarios de 0.205, 7.3, 0.19 y 2.59 días. La estrella secundaria, Girtab B, tiene una masa siete veces mayor que la masa solar y es 3.3 veces menos luminosa que su compañera.
Girtab forma parte de la gran asociación Scorpius-Centaurus, la asociación estelar OB más cercana al sistema solar.